# خوسيه ماريا غوتيريز دي إسترادا
خوسيه ماريا غوتيريز دي إسترادا هو دبلوماسي وسياسي مكسيكي، ولد في 17 أكتوبر 1800 في كامبيتشي في المكسيك، وتوفي في 17 مايو 1867 في باريس في فرنسا. نشط حزبياً في حزب المحافظين. وقد انتخب وزير الخارجية ‏.